# Senna Agius
Senna Agius (Camden, 9 juni 2005) is een Australisch motorcoureur. In 2023 behaalde hij de titel in het Europees Moto2-kampioenschap.

## Carrière
Agius begon zijn motorsportcarrière in 2013 in de dirttrack en motorcross, waar hij een aantal nationale titels behaalde. Vervolgens stapte hij over naar het Australische Supersport 300-kampioenschap. In 2018 nam hij deel aan de Asia Talent Cup, waarin hij met een zesde plaats op het Lusail International Circuit zeventiende in het klassement werd en 38 punten scoorde.
In 2020 verhuisde Agius naar Europa om voor SIC58 Squadra Corse op een Honda deel te nemen aan het Spaans Moto3-kampioenschap. Hij kende een lastig seizoen, waarin hij enkel op het Motorland Aragón met een dertiende plaats tot scoren kwam. Met 3 punten eindigde hij op plaats 29 in het kampioenschap. In 2021 behaalde hij twee keer een top 15-klassering met een vijftiende plaats op het Circuit de Barcelona-Catalunya en een veertiende positie op het Circuit Ricardo Tormo Valencia, waardoor hij opnieuw 3 punten scoorde en ditmaal op plaats 34 in het klassement eindigde.
In 2022 maakte Agius de overstap naar het Europees Moto2-kampioenschap, waarin hij voor Promoracing op een Kalex reed. Hij kende een sterk seizoen en behaalde twee overwinningen in Barcelona. In alle andere races waarin hij aan de finish kwam, behaalde hij een podiumplaats. Met 182 punten werd hij achter Lukas Tulovic tweede in de eindstand. Tevens debuteerde hij dat jaar in de Moto2-klasse van het wereldkampioenschap wegrace bij het Marc VDS Racing Team op een Kalex als vervanger van de geblesseerde Sam Lowes tijdens vier Grands Prix. In de seizoensfinale in Valencia behaalde hij zijn eerste puntenfinish met een negende plaats.
In 2023 bleef Agius actief in de Europese Moto2, maar stapte hij over naar het Liqui Moly Husqvarna Intact GP Junior Team. Hij won acht van de negen races waar hij aan deelnam en eindigde hiernaast nog eenmaal als derde, waardoor hij met 216 punten overtuigend kampioen in de klasse werd. Tevens reed hij dat jaar wederom in vijf Grands Prix bij het Moto2-team van Liqui Moly Husqvarna Intact GP als vervanger van de geblesseerde vaste coureurs Darryn Binder (viermaal) en Tulovic (eenmaal). Ditmaal was een negentiende plaats in Spanje zijn beste resultaat.
In 2024, toen hij de minimumleeftijd van achttien jaar had bereikt, maakte Agius zijn debuut als full-time coureur in het WK Moto2 bij Intact op een Kalex. Tegen het eind van het seizoen behaalde hij in zijn thuisrace zijn eerste WK-podium. Met 67 punten werd hij achttiende in het kampioenschap.
In 2025 begon Agius het Moto2-seizoen met podiumplaatsen in de seizoensopener in Thailand en de vijfde race in Spanje, voordat hij in Groot-Brittannië zijn eerste Grand Prix-zege behaalde met een inhaalactie in de laatste bocht van de race.

## Statistieken

### Grand Prix

#### Per seizoen
| Seizoen | Klasse | Motor  | Team                           | Races | Winst | Podiums | Poles | SR | Ptn | Pos |
| ------- | ------ | ------ | ------------------------------ | ----- | ----- | ------- | ----- | -- | --- | --- |
| 2022    | Moto2  | Kalex  | Elf Marc VDS Racing Team       | 4     | 0     | 0       | 0     | 0  | 7   | 26e |
| 2023    | Moto2  | Kalex  | Liqui Moly Husqvarna Intact GP | 5     | 0     | 0       | 0     | 0  | 0   | 36e |
| 2024    | Moto2  | Kalex  | Liqui Moly Husqvarna Intact GP | 20    | 0     | 1       | 0     | 0  | 67  | 18e |
| 2025*   | Moto2  | Kalex  | Liqui Moly Dynavolt Intact GP  | 13    | 1     | 3       | 0     | 0  | 93  | 9e  |
| Totaal  | Totaal | Totaal | Totaal                         | 42    | 1     | 4       | 0     | 0  | 167 |     |

#### Per klasse
| Klasse | Seizoenen  | 1e GP           | 1e podium      | 1e winst              | Races | Winst | Podiums | Poles | SR | Ptn | Kampioen |
| ------ | ---------- | --------------- | -------------- | --------------------- | ----- | ----- | ------- | ----- | -- | --- | -------- |
| Moto2  | 2022-heden | Oostenrijk 2022 | Australië 2024 | Groot-Brittannië 2025 | 42    | 1     | 4       | 0     | 0  | 167 | 0        |
| Totaal | 2022-heden | 2022-heden      | 2022-heden     | 2022-heden            | 42    | 1     | 4       | 0     | 0  | 167 | 0        |

#### Races per jaar
(vetgedrukt betekent pole positie; cursief betekent snelste ronde)
| Jaar | Klasse | Motor | 1      | 2      | 3      | 4       | 5      | 6      | 7      | 8      | 9      | 10     | 11      | 12      | 13      | 14      | 15      | 16     | 17    | 18      | 19      | 20     | 21  | 22  | Pos | Ptn |
| ---- | ------ | ----- | ------ | ------ | ------ | ------- | ------ | ------ | ------ | ------ | ------ | ------ | ------- | ------- | ------- | ------- | ------- | ------ | ----- | ------- | ------- | ------ | --- | --- | --- | --- |
| 2022 | Moto2  | Kalex | QAT    | INA    | ARG    | AME     | POR    | SPA    | FRA    | ITA    | CAT    | DUI    | NED     | GBR     | OOS 17  | SMR DNF | ARA 16  | JPN    | THA   | AUS     | MAL     | VAL 9  |     |     | 26  | 7   |
| 2023 | Moto2  | Kalex | POR    | ARG    | AME 21 | SPA 19  | FRA    | ITA    | DUI    | NED    | GBR    | OOS    | CAT DNF | SMR DNF | IND     | JPN 21  | INA     | AUS    | THA   | MAL     | QAT     | VAL    |     |     | 36  | 0   |
| 2024 | Moto2  | Kalex | QAT 17 | POR 14 | AME 17 | SPA DNF | FRA 13 | CAT 5  | ITA 17 | NED 11 | DUI 11 | GBR 10 | OOS 15  | ARA 16  | SMR 11  | EMI 7   | INA DNF | JPN 20 | AUS 3 | THA DNF | MAL DNF | SOL 12 |     |     | 18  | 67  |
| 2025 | Moto2  | Kalex | THA 3  | ARG 13 | AME 23 | QAT 14  | SPA 3  | FRA 14 | GBR 1  | ARA 4  | ITA 13 | NED 9  | DUI 11  | TSJ 15  | OOS DNF | HON     | CAT     | SMR    | JPN   | INA     | AUS     | MAL    | POR | VAL | 9*  | 93* |

* Seizoen nog bezig.